# Rally San Froilán de 1993
El Rally San Froilán de 1993, oficialmente 15.º Rallye San Froilán, fue la decimoquinta edición, la quinta ronda de la temporada 1993 del Campeonato de España de Rally y la sexta del campeonato de Galicia. Fue también puntuable para la Copa Clio, el Desafío Peugeot  y la Copa SEAT Marbella. Se celebró del 9 al 11 de julio.
Germán Castrillón y Daniel Alonso que habían finalizado segundo y tercero respectivamente fueron descalificados inicialmente por utilizar neumáticos de medidas superiores a las permitidas, pero días después el Tribunal Nacional de Apelación les dio la razón y ambos fueron readmitidos conservando sus posiciones.

## Clasificación final
| Pos. | Piloto               | Copiloto             | Automóvil               | Tiempo  | Diferencia |
| ---- | -------------------- | -------------------- | ----------------------- | ------- | ---------- |
| 1    | Josep Maria Bardolet | Joaquín Muntada      | Opel Astra GSI 16v      | 2h03:12 | 0.0        |
| 2    | Germán Castrillón    | Estrella Castrillón  | Ford Escort RS Cosworth | 2h04:34 | +1:22      |
| 3    | Daniel Alonso        | Salvador Belzunces   | Ford Escort Cosworth    | 2h05:31 | +2:19      |
| 4    | Borja Moratal        | Alfredo Rodríguez    | Peugeot 309 GTI 16V     | 2h06:10 | +2:58      |
| 5    | Kiko Cima            | Jacinto Martínez     | Renault Clio Williams   | 2h06:51 | +3:39      |
| 6    | José Piñón           | Fernando López       | Renault Clio 16v        | 2:07:25 | +4:13      |
| 7    | Oriol Gómez          | Marc Martí           | Peugeot 106 XSI         | 2h10:09 | +6:57      |
| 8    | Arturo Rial          | Juan Carlos Arias    | Citroën AX Sport        | 2h10:36 | +7:24      |
| 9    | Antonio Garrido      | José Alfredo Álvarez | Ford Sierra Cosworth    | 2h11:33 | +8:21      |
| 10   | Sergio Vallejo       | Diego Vallejo        | Peugeot 309 GTI         | 2h11:55 | +8:43      |